# Den vilda jakten på stenen
Den vilda jakten på stenen (engelska: Romancing the Stone) är en amerikansk-mexikansk äventyrs-action från 1984 i regi av Robert Zemeckis med Michael Douglas, Kathleen Turner och Danny DeVito i huvudrollerna. Filmen hade Sverigepremiär den 21 september 1984.

## Handling
Filmen handlar om romanförfattaren Joan Wilder från New York. Hennes syster blir kidnappad av banditer som letar efter en ovärderlig smaragd i Colombias djupa djungler. Banditerna hotar att döda Joans syster om hon inte åker till Colombia med en speciell skattkarta som visar var stenen finns. Hon gör som de säger och på egen hand ger hon sig iväg till Colombia. Av en slump stöter hon på den listige Jack Colton som följer med henne för att rädda hennes syster. När de kommer närmare varandra slår de sig ihop och bestämmer sig för att själva hitta stenen före banditerna. De ger sig ut på en vild jakt – men det är fler som vill åt stenen.

## Om filmen
Den vilda jakten på stenen är regisserad av Robert Zemeckis. Filmens originaltitel är Romancing the Stone. Den svenska titeln kom till efter de enorma framgångarna som filmen Jakten på den försvunna skatten (Raiders of the Lost Arc) hade haft tre år tidigare.
Filmens handling utspelar sig i Colombia, men den är inspelad i Mexiko och USA.

## Rollista (urval)
| Michael Douglas    | – Jack T. Colton |
| Kathleen Turner    | – Joan Wilder    |
| Danny DeVito       | – Ralph          |
| Zack Norman        | – Ira            |
| Alfonso Arau       | – Juan           |
| Manuel Ojeda       | – Zolo           |
| Holland Taylor     | – Gloria         |
| Mary Ellen Trainor | – Elaine         |